# Pierre Quarré
Pour les articles homonymes, voir Quarré.
Pierre Quarré, né le 6 octobre 1909 à Ivry-sur-Seine et décédé le 21 octobre 1980 à Dijon, est un conservateur et historien de l'art français. Il a totalement modernisé et rénové le Musée des beaux-arts de Dijon de 1938 à 1979. Son action a permis également de sauver une partie du patrimoine pendant la guerre, dans l'évacuation des chefs-d’œuvre, et la protection de certaines statues destinées à être fondues.

## Biographie
Pierre Quarré n'était pas du tout destiné à la carrière de conservateur, mais plutôt à prendre la succession de son père grainetier en gros, et bibliophile. Après une licence de droit, il suivit les cours de l'École du Louvre ou il rencontra Paul Vitry et l'enseignement d'Henri Focillon à l'Institut d'art et d'archéologie.
Il se dirigea vers l'étude de la sculpture medievale et soutint sa thèse sur "La sculpture romane en Haute-Auvergne" en 1938.
Il fut aussitôt nommé auxiliaire permanent (conservateur-adjoint) du Musée des beaux-arts de Dijon, alors dirigé par le sculpteur Paul Gasq qui résidait le plus souvent à Paris. Pierre Quarré était donc dès 1938, celui qui assurait l'essentiel de la gestion du Musée et il en devint naturellement conservateur du Musée des beaux-arts de Dijon en 1943.

### La rénovation
Dès lors il put entreprendre une transformation radicale du Musée, de ses collections, de ses itinéraires, de sa muséographie et organisa les premières grandes expositions. La guerre éclata, et en parallèle de son mentor Paul Vitry au Louvre, s'occupa de l'évacuation des chefs-d’œuvre du musée dans des lieux sûrs jusqu'à la libération. Avec l'occupation allemande et malgré la politique de Vichy à partir de 1941, il entreprit avec succès le sauvetage de plusieurs statues en bronze de la fonderie.

### « Le plus beau musée de France après le Louvre »

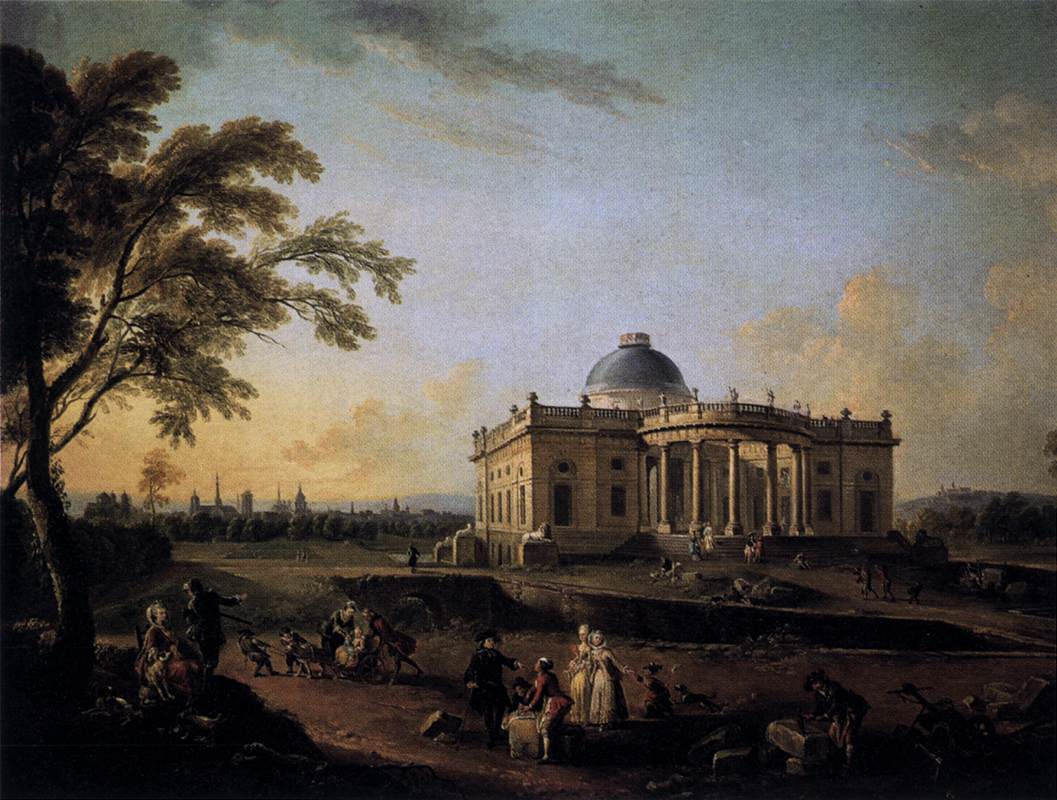
Vue du château de Montmuzard, par Jean-Baptiste Lallemand (fin XVIIIe). Achat avec le concours des Musées nationaux et de la Société des amis du musée de Dijon, 1954

En 1945, la rénovation complète du Musée commence et se prolonge six ans jusqu'en 1951. Quarré en profite pour revitaliser la société des amis du musée de Dijon pour l'acquisition d'œuvres dès 1949 : elle permet par exemple l'achat de Vue du château de Montmuzard, par Jean-Baptiste Lallemand en 1954. Son travail est reconnu par ses pairs et la direction des musées de France, et le musée est qualifié de « plus beau musée de France après le Louvre ». Il sera nommé conservateur en chef des Musées de Dijon en 1963, et participe à la création d'un service éducatif et d'une "salle des enfants" au musée en 1966. Il fut également chargé de cours à l'université et organisa près de 120 expositions jusqu'à sa retraite en 1979.

## Expositions
Pierre Quarré met en place une politique d'expositions prestigieuses notamment dans les années 1950. Au total près de 120 expositions sont organisées au Musée des beaux-arts de Dijon, entre 1938 et 1979, citons:
- Les Trésors de Bourgogne des Musées de Vienne (1948) - avec le trésor de l'ordre de la Toison d'Or venu de Vienne.
- Le Grand siècle des ducs de Bourgogne (1951)
- Saint Bernard et l'art des Cisterciens (1953)
- Palais des ducs et Palais des Etats (1956)
- Le diocèse de Dijon (1957)
- La collection Jehannin de Chamblanc (1958)
- Dijon, capitale provinciale au XVIIIe siècle (1959)
- La Chartreuse de Champmol (1960)
- La Sainte Chapelle de Dijon (1962)
- Les Févret de Saint-Mémin (1965)
- Napoléon III et la Côte d'Or (1968)
- Les Pleurants des ducs de Bourgogne (1971)

## Distinctions et membre de sociétés savantes

### Décorations
- Officier de la Légion d'honneur
- Officier de l'ordre national du Mérite
- Commandeur de l'ordre des Arts et des Lettres
- Officier de l'ordre des Palmes académiques
- Chevalier de l'ordre du Lion d'or de la maison de Nassau

### Sociétés
- Académie des sciences, arts et belles-lettres de Dijon, membre résidant (1942), président (1957)[7]
- Membre correspondant de l'Institut de France
- Membre correspondant de l'Académie royale de Belgique
- Président de l'Association générale des conservateurs des collections publiques de France
- Correspondant de la Commission nationale des monuments historiques